# アプトン・シンクレア

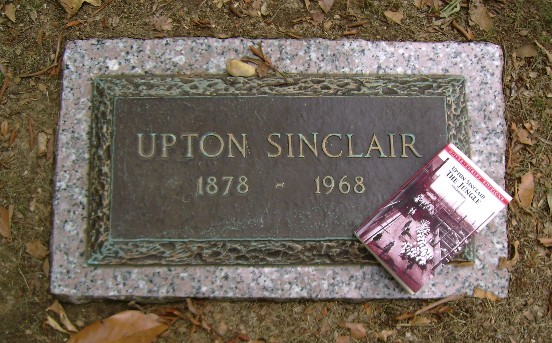
シンクレアの墓（ワシントンDC）

アプトン・シンクレア(Upton Sinclair, 1878年9月20日 - 1968年11月25日)は、アメリカ合衆国の小説家。多くのジャンルでの題材を社会主義者の視点から著し、相当の人気を得た。1906年に出版した『ジャングル（The Jungle）』によって、アメリカ精肉産業での実態を告発し、食肉検査法の可決に至った。

## 家族
彼の両親は南部上流階級の出で、父方の家族はアメリカ独立戦争から至る海軍軍人としての伝統を持っていた。曾祖父はアーサー・シンクレア准将(1831年没)で、米英戦争で功績を挙げた。祖父のアーサー・シンクレア大佐は初めアメリカ海軍に勤務し、南部連盟軍に入隊するためアメリカ海軍を退役した。

## 幼年期と教育
メリーランド州ボルチモアで生まれた。一家は南北戦争後経済的に困窮した。したがって、アプトン・シンクレアは富と貧困が入り交じった異常な躾けを持っていた。父親はアルコール依存症で肉親は貧しかったが、彼はしばしばニューヨークの裕福な母の親類の家に滞在し、アメリカ社会の両極端を経験した。
ニューヨーク市立大学シティカレッジに通うために彼はジョークとフィクションを雑誌や新聞に書き始め、三文小説をストリート&スミス社に執筆した。シティカレッジを卒業後彼はコロンビア大学の大学院に通った。

## 政治的・社会主義活動
『ジャングル』の執筆後、シンクレアはヘリコン・ホーム・コロニー(ニュージャージー州に設立されたユートピア共同体)へ同書の売り上げおよそ30,000ドルを投資したが、不運にもそれは4か月後に火災で全焼した。 
彼はカリフォルニア州知事選へ二度出馬した。最初はアメリカ社会党の候補として出馬したが投票はほとんど得られなかった。二度目は1934年に民主党候補として出馬した。

## 主な著書
- 『春と収穫』 - Springtime and Harvest 1901年
- 『ジャングル』 - The Jungle 1906年
  - 前田河廣一郎訳　叢文閣　1925年
  - 前田河廣一郎訳 ゆまに書房『昭和初期 世界名作翻訳全集 03-04』2004年
  - 大井浩二訳、巽孝之監修　松柏社〈アメリカ古典大衆小説コレクション〉　2009年

- 『石炭王』 - King Coal 1917年
  - 堺利彦訳 白揚社 1925年

- 『ブラス・チェック』 - The Brass Check 1919年
  - 早坂二郎訳 『真鍮の貞操切符 : ブラス・チェック』 新潮社 1929年

- 『百パーセント愛国者』 - 100% - The Story of a Patriot 1920年
  - 早坂二郎訳 大洋社 1949年
  - 「百パーセント愛国者」谷譲次訳『世界文学全集 第2期8』新潮社 1930年

- 『スパイ』 - The Spy 1920年
  - 『スパイ前篇』『スパイ後篇』早坂二郎訳 春陽堂『世界名作文庫 第410-411』1932年

- 『人われを大工と呼ぶ』 - They Call Me Carpenter 1922年
  - 「人われを大工と呼ぶ」谷譲次訳『世界文学全集 第2期8』新潮社 1930年1927年、自著『Oil!』をボストンで手売りするシンクレア。

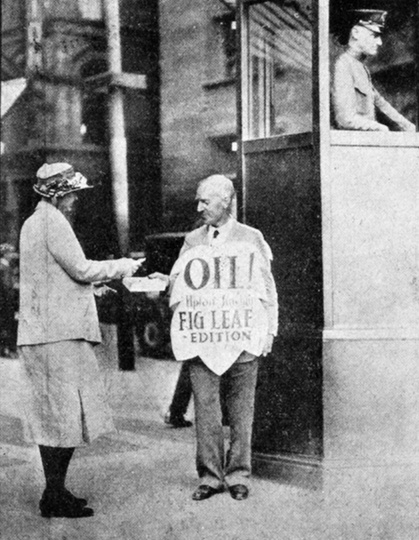
1927年、自著『Oil!』をボストンで手売りするシンクレア。

- 『黄金時代』 - The Millennium 1924年
  - 早坂二郎訳 春陽堂『世界名作文庫 第430』1933年
  - 早坂二郎訳 ゆまに書房『昭和初期 世界名作翻訳全集 88』2006年

- 『拝金芸術』 - Mammonart 1925年
  - 『新世界文學史』淸水宣訳 アルス 1940年　
  - 木村生死訳 大濤社 1949年

- 『金が書く』 - Money Writes! 1929年
  - 富田正文訳 新潮社 1930年

- 『石油！』 - Oil! 1927年[1]
  - 高津正道、ポール・ケート訳 平凡社 2008年

- 『ボストン』- Boston 1928年　
  - 前田河廣一郎、長野兼一郎訳 改造社 上巻1929年、下巻1930年
サッコ・ヴァンゼッティ事件を題材にした小説。

## エピソード
『ジャングル』に日本で初めて注目したのは幸徳秋水だったという。
木村毅の著書『日米文学交流史の研究』によると、1931年に木村が渡米してシンクレアを訪問した際に、シンクレアは「日本から最初にジャングルの翻訳を申し込んできた人物について面白い話がある。名前は忘れたが10数年前、同志10数名と共に死刑になった男だ」と説明した。木村が「幸徳秋水ではありませんか」と確認すると、シンクレアは「コートク、コートク、ザッツオーライ」と反応したという。
「翻訳して掲載したのか」とシンクレアは木村に尋ねたが、幸徳は全訳は行わなかったものの1906年に『光』（平民新聞の後継機関紙）にて数回に渡り『ジャングル』の概要や著者についての紹介を掲載している。